# Oxynetra semihyalina
Espèce
Oxynetra semihyalina est une espèce de lépidoptères de la famille des Hesperiidae, de la sous-famille des Pyrginae et de la tribu des Pyrrhopygini.

## Dénomination
Oxynetra semihyalina a été nommé par Cajetan Freiherr von Felder et Rudolf Felder en 1862.
Synonyme : Oxynetra felderi Hopffer, 1874.

### Nom vernaculaire
Oxynetra semihyalina se nomme Felder's Firetip en anglais.

## Description
Oxynetra semihyalina est un papillon au corps trapu marron, tacé de blanc sur sa partie ventrale. 
Les ailes ont une large bordure marron brillant et une large plage hyaline veinées de marron.

## Écologie et distribution
Oxynetra semihyalina est présent à Panama,  au Colombie, en Équateur, en Bolivie  et au Pérou,.

### Protection
Pas de statut de protection particulier.